# Peyton Branch (Sulphur Fork Red River)
Der Peyton Branch ist ein 6,72 Kilometer langer Fluss im Robertson County, im US-Bundesstaat Tennessee. Er entspringt am äußeren Ende eines kleinen Waldgebiets. Er fließt ab hier in nordwestliche Richtung, um in Höhe der Osborne Road nach Norden hinzulaufen. Kurz danach stößt ein unbenannter rechter Nebenfluss auf den Peyton Branch. Er mündet kurz danach, 6 Kilometer nordöstlich von Greenbrier, in den Sulphur Fork Red River.